# هيلين كينغ (مؤرخة)
هيلين كينغ (بالإنجليزية: Helen King)‏ هي مؤرخة بريطانية، ولدت في 2 سبتمبر 1957.

## وصلات خارجية
- هيلين كينغ على موقع IMDb (الإنجليزية)